# SN 2004hd
SN 2004hd – supernowa typu Ia odkryta 14 listopada 2004 roku w galaktyce A020848-0426. W momencie odkrycia miała maksymalną jasność 22,50m.